# Axelvold
Algustorp is een plaats in de gemeente Svälöv in het Zweedse landschap Skåne en de provincie Skåne län. De plaats heeft 73 inwoners (2005) en een oppervlakte van 8 hectare.

## Verkeer en vervoer
Bij de plaats loopt de Länsväg 106.
De plaats heeft een station aan de spoorlijnen Göteborg - Malmö en Malmö - Billesholm.